# Соколов, Александр Николаевич (Герой Советского Союза)
Алекса́ндр Никола́евич Соколо́в (1913, дер. Коренево ныне Сокольского района Нижегородской области — 12 октября 1944, Казлу-Руда, Польша) — Герой Советского Союза, командир отделения 449-го стрелкового Ковенского полка 144-й стрелковой Виленской Краснознамённой дивизии 65-го стрелкового корпуса 5-й армия 3-го Белорусского фронта, сержант.

## Биография
Родился в 1913 году в деревне Коренево ныне Сокольского района Нижегородской области в семье крестьянина. Русский.
Образование начальное. Работал в колхозе.
В августе 1941 года был призван в Красную Армию. На фронте с сентября 1941 года. Защищал подступы к столице. В составе 36-й сапёрной бригады минировал дороги, мосты, строил оборонительные рубежи в района Волоколамска и Можайска.
Член ВКП(б) с 1943 года. В начале 1943 года сержант Соколов был назначен командиром сапёрного отделения.
Участвовал в июне 1944 года в прорыве Витебского укреплённого района. Отличился в боях за освобождение Прибалтики.
Похоронен в 7 км северо-западнее литовского города Казлу-Руда.

## Память
- На городской площади города Казлу-Руда Соколову был установлен памятник.
- На родине Героя, в деревне Коренево, установлены бюст и мемориальная доска.